# Henriete Dermane
Henriete Karlowna Dermane, geboren Henriete Ābele, (russisch Генриетта Карловна Дерман; * 10. Augustjul. / 22. August 1882greg. in Riga; † 8. Januar 1954 in Workuta) war eine russisch-sowjetische Revolutionärin und Bibliothekswissenschaftlerin.

## Leben
Dermanes Vater Karl Ābelis war Flößer. Sie besuchte das Rigaer Lomonossow-Mädchengymnasium mit Abschluss 1899. 1900 trat sie in die Baltisch-Lettische Sozialdemokratische Arbeiterorganisation (PLSDRO) ein und arbeitete im Propagandistenkollegium. 1903–1905 studierte sie in Moskau in den Höheren Pädagogik-Kursen für Frauen und war Kontaktperson für das Moskauer Komitee der Sozialdemokratischen Arbeiterpartei Russlands. Sie kehrte dann nach Riga zurück und reiste im Herbst 1905 im Auftrag der Latvijas Sociāldemokrātiskā Strādnieku partija (LSDSP) in die Schweiz, nach Deutschland und Belgien. In Brüssel heiratete sie im November 1905 den Parteigenossen Vilis Dermanis. Bald kehrte das Ehepaar nach Lettland zurück, um die revolutionäre Tätigkeit fortzusetzen. Es folgten Verhaftungen mit Gefängnisaufenthalten. 1907–1911 arbeitete Dermane in der Rigaer LSDSP-Organisation. 1910 wurde sie ins Zentralkomitee gewählt.
1911 wurden Dermane und Dermanis wieder verhaftet. Während Dermanis zu vier Jahren Katorga verurteilt wurde, kam Dermane mangels Beweisen bald frei. 1912 reiste sie nach Sibirien zu ihrem verbannten Mann in Balagansk. Sie beschäftigte sich mit Übersetzungen und arbeitete als Deutsch- und Französisch-Lehrerin. Im Frühjahr 1914 organisierte sie die Flucht ihres Mannes aus der Verbannung. Sie reisten nach St. Petersburg und gelangten nach Deutschland. Zu Beginn des Ersten Weltkriegs wurden sie im August 1914 in Berlin als russische Untertanen verhaftet und im Oktober 1914 ausgewiesen, worauf sie in die USA emigrierten.
Dermane und ihr Mann ließen sich in Boston nieder, wo Dermane als Hauslehrerin arbeitete und Aufträge der LSDSP-Emigrantenorganisation ausführte. Sie absolvierte eine Bibliothekarsausbildung am Simmons College mit Abschluss 1917. Die Ausbildung war verbunden mit Vorlesungen über Bibliothekswissenschaft und Bibliothekswesen auch in Russland und mit praktischen Tätigkeiten in der Universitätsbibliothek, in der Bibliothek von DuPont, in der Boston Public Library und in der Bibliothek der Harvard University.
Von Juni 1917 bis Mai 1921 arbeitete Dermane in Washington, D.C. in der Library of Congress in der slawischen Abteilung und katalogisierte und klassifizierte die Judin-Sammlung, die 10 Jahre lang im Dachgeschoss verstaubt war. Ihre Arbeit wurde sehr geschätzt. 1918 bekam Dermane eine Tochter, die nur 14 Tage lebte. 1919 trat sie mit ihrem Mann in die Kommunistische Partei der USA ein.
Nachdem ihr Mann nach Lettland zurückgekehrt war, reiste Dermane Ende 1921 über Moskau nach Lettland. In Moskau gab sie am 18. September 1921 einen Bericht über das Bibliothekswesen in den USA ab. Sie arbeitete dann in Riga im Zentralbüro der Gewerkschaften. Im August 1922 wurde sie nach ihrem Mann wegen Zugehörigkeit zur Kommunistischen Partei Lettlands verhaftet und im Rigaer Zentralgefängnis inhaftiert. Ende Dezember 1922 wurde sie im Rahmen eines Austauschs politischer Gefangener mit ihrem Mann nach Sowjetrussland ausgewiesen, so dass sie sich in Moskau niederließen. 1923 traten sie in die KPdSU ein.
Ab Februar 1923 leitete Dermane die Bibliothek der Sozialistischen Akademie der Gesellschaftswissenschaften zunächst als Vizedirektorin und dann als Direktorin. Sie fand einen ungeordneten Bestand von über 386.000 Einheiten vor, so dass sogleich unter ihrer Führung die systematische Neuordnung der Bestände mit Katalogisierung und insbesondere Erstellung eines Sachkatalogs durchgeführt und der Bibliotheksbetrieb entsprechend ihren Erfahrungen organisiert wurde. Gleichzeitig beteiligte sie sich an der Organisation der Bibliothek des 1923 gegründeten Lenin-Instituts und leitete die Bibliothek des Instituts bis zu dessen Reorganisation 1931. Auch beteiligte sie sich 1924 an der Organisation des Umbaus der Rumjanzew-Bibliothek und war Mitglied des kommissarischen Vorstands bis 1925 und dann Mitglied des Wissenschaftlichen Rats der Bibliothek. 1925–1931 leitete sie die Bibliothekskommission des Volkskommissariats für Bildung der RSFSR. Seit 1923 war sie Mitglied der Katalogisierungskommission am Institut für Bibliothekswissenschaft und beteiligte sich an der Entwicklung der ersten sowjetischen Katalogisierungsvorschrift. Unter ihrer Redaktion entstanden die ersten sowjetischen Wörterbücher und Lehrbücher des Bibliothekswesens. Im Dezember 1929 berichtete sie auf dem Weltkongress der International Federation of Library Associations and Institutions (IFLA) in Rom, Florenz und Venedig auf Französisch über die Staatsverlage in der Sowjetunion.
Im Sommer 1930 wurde Dermane Direktorin des gerade mit Unterstützung Nadeschda Konstantinowna Krupskajas gegründeten Moskauer Bibliotheksinstituts (MBI). Dieses neue Institut ersetzte bisherige Institutionen für Bibliothekswesen, darunter auch Ljubow Borissowna Chawkinas Forschungskabinett für Bibliothekswissenschaft, und war die erste sowjetische Bibliothekshochschule (1964 Moskauer Staatliches Kultur-Institut, 1994 Moskauer Staatliche Kultur-Universität, 1999 Moskauer Staatliche Universität für Kultur und Kunst, 2014 Moskauer Staatliches Kultur-Institut). Sie organisierte die Lehr- und Forschungstätigkeit entsprechend dem US-amerikanischen Modell. Sie richtete eine RabFak-Abteilung ein für die Vorbereitung auf das Hochschulstudium. 1931 folgte die Abendstudium-Abteilung und 1933 die Abteilung für die Personalausbildung für Jugendbibliotheken. Krupskaja kritisierte den politischen Teil des Lehrplans wegen des zu friedlichen und zu wenig kämpferischen Charakters bezüglich der Sowjetmacht. Im Dezember 1933 wurde Dermane zur Vizeleiterin des Lehrstuhls für Bibliothekswissenschaft des MBI ernannt. Als im April 1934 das MBI mit dem Institut für Bibliothekswissenschaft vereinigt worden war, wurde Dermane Direktorin dieses neuen Instituts. Im Mai 1935 war sie auf dem IFLA-Weltkongress in Madrid und Barcelona Delegierte der UdSSR und berichtete auf Englisch über die Informationsarbeit der sowjetischen Bibliotheken und die Ausbildung der Bibliothekare. 1936 promovierte das Simmons College Dermane zum Bachelor of Science. 1936 wurden entsprechend Dermanes Vorschlägen die Aspirantur für die Vorbereitung von Kandidaten der Bibliothekswissenschaften und 1937 das Fernstudium eingeführt.
Während des Großen Terrors begannen in der Mitte der 1930er Jahre die Verhaftungen von Letten in der Sowjetunion. 1936 wurden viele engere Bekannte Dermanes verhaftet. Am 26. Dezember 1937 wurde Dermanes Mann Vilis Dermanis verhaftet, der Professor der Kommunistischen Universität der nationalen Minderheiten des Westens und des Moskauer Pädagogischen Instituts geworden war, und am 3. Februar 1938 auf dem Butowo-Poligon erschossen. Am 8. Januar 1938 wurde Dermane verhaftet, am 11. Januar als Volksfeind aus der KPdSU ausgeschlossen und am 8. Mai 1939 vom Militärkollegium des Obersten Gerichts der UdSSR nach Artikel 58 des Strafgesetzbuches der RSFSR zu 15 Jahren Besserungsarbeitslagerhaft mit anschließendem fünfjährigen Verlust der politischen Rechte und Konfiszierung des persönlichen Eigentums verurteilt, wobei sie sich für nicht schuldig erklärte. Nach ihrer Verhaftung wurde eine Reihe ihrer Neuerungen im MBI abgeschafft, und die Abwertung der Standardisierung behinderte die spätere Automatisierung der Bibliotheksprozesse.
Am 20. Juni 1939 kam Dermane mit einem Gefangenentransport in das Arbeitslager Workuta. 1943 wurde sie in die Katorga-ähnliche Sonderzone verlegt. 1948 wurde sie auf Antrag ihrer Freunde in den Haushaltsteil des Lagers übernommen und leitete die technische Bibliothek des Kohlechemie-Laboratoriums, in dem Georgi Leontjewitsch Stadnikow als Laborant arbeitete. Im Kontakt mit den wissenschaftlichen Bibliotheken in Moskau, Leningrad und anderen Städten, mit Verlagen der chemischen Literatur und mit Redakteuren wissenschaftlicher Zeitschriften beschaffte sie die benötigte in- und ausländische Literatur. Sie erstellte Zusammenfassungen und übersetzte ins Russische.
1950 wurden die politischen Gefangenen mit Dermane in das Sonderlager des MWD Retschlag verlegt, wo die Arbeitsbedingungen eingeschränkt waren. Dermane erlitt einen Schlaganfall und arbeitete nach Genesung als Rechnungsführerin. Kurz vor ihrer Entlassung aus dem Lager erlitt sie einen zweiten Schlaganfall. Sie starb im Krankenhaus von Workuta und wurde auf dem Friedhof von Workuta begraben. Ihr Grab ist unbekannt.
Am 22. Oktober 1955 wurde Dermane vom Obersten Gericht der UdSSR rehabilitiert wegen Fehlens einer Straftat. Die ersten Veröffentlichungen über ihr Leben und Wirken erschienen 1966 in lettischer Sprache und 1972 in russischer Sprache. 1992 fand in der aus dem MBI hervorgegangenen Moskauer Staatlichen Universität für Kultur und Kunst zu Dermanes 110. Geburtstag eine wissenschaftliche Konferenz statt und ebenso 2007 zu ihrem 125. Geburtstag. Ihren Namen trägt seit 2013 die Filialbibliothek Nr. 4 in Sewerny im Stadtkreis Workuta, die sich in der Nähe der damaligen Begräbnisstätte der Lagergefangenen befindet.